# Landschaftsschutzgebiet Rhienbachtal und Sieke in Papenhausen
Das Landschaftsschutzgebiet Rhienbachtal und Sieke in Papenhausen mit etwa 26,8 Hektar Flächengröße liegt im Stadtgebiet Bad Salzuflen. Es wurde 2004 mit dem Landschaftsplan „Bad Salzuflen“ durch den Kreistag des Kreises Lippe als Landschaftsschutzgebiet (LSG) ausgewiesen.

## Beschreibung
Das LSG liegt bei Papenhausen. Das Schutzgebiet geht bis zur Stadtgrenze von Bad Salzuflen nach Lemgo. Das LSG besteht aus drei Teilflächen. Die Papenhauser Straße (L 967) teilt das Gebiet. Das LSG umfasst einen vielfältig strukturierten Biotopkomplex mit dem Oberlauf des Rhienbaches (Zufluss der Bega) und seinen Zuflüssen, einschließlich der Quellbereiche. Zum Biotopkomplex gehören Weideflächen, Waldbereiche, darunter Teile des Brandsholzes, und Brachflächen. In drei Kerbtälern fließen Bäche, darunter der Rhienbach, die bei Gut Papenhausen zusammenfließen. Südlich vom Gut Papenhausen liegt ein etwa 400 Jahre alter Teich mit zum Teil sehr altem Baumbestand am Südufer sowie Weidengebüsch und Röhricht am Nordufer.

## Schutzzwecke für das LSG
Laut Landschaftsplan erfolgte die Ausweisung des LSG:
- „zur Erhaltung und Wiederherstellung der Leistungsfähigkeit des Naturhaushaltes in ökologisch besonders wertvoll strukturierten Bereichen mit Wasser-, Klima- und Biotopschutzfunktionen,“
- „zur Erhaltung und Wiederherstellung von Quellbereichen und naturnahen Fließgewässern, Wald- und Grünlandbereichen unterschiedlicher Feuchtestufen, Feldgehölzen, Hecken und Obstwiesen,“
- „zur Erhaltung morphologisch ausgeprägter Bereiche zur Sicherung der landschaftlichen Eigenart und Vielfalt für die Erholung,“
- „zur Erhaltung wertvoller Biotopkomplexe aus Wald-Grünlandbereichen, Fließgewässern und Quellen sowie Biotopen nach § 62 LG mit wichtigen Refugial-, Puffer-, Trittstein- und Vernetzungsfunktionen,“
- „zur Erhaltung und Wiederherstellung wichtiger Rückzugsräume für die bedrohte Tier- und Pflanzenwelt,“
- „zur Sicherung der das Orts- und Landschaftsbild gliedernden und belebenden und die dörflichen Siedlungsstrukturen prägenden Freiraumelemente.“[1]

## Rechtliche Vorschriften
Im Landschaftsschutzgebiet ist unter anderem das Errichten bzw. Anlegen von Bauten und Fischteichen verboten. Grün- und Brachland darf nicht in eine andere Nutzungsart umgewandelt oder umgebrochen werden. Es ist ferner verboten Hunde frei laufen zu lassen. Vom Verbot ist Hundeeinsatz bei der ordnungsgemäßen Jagd, auf Hof- und Gartenbereichen und der Einsatz von Hütehunden ausgenommen.